# Triangle de corall

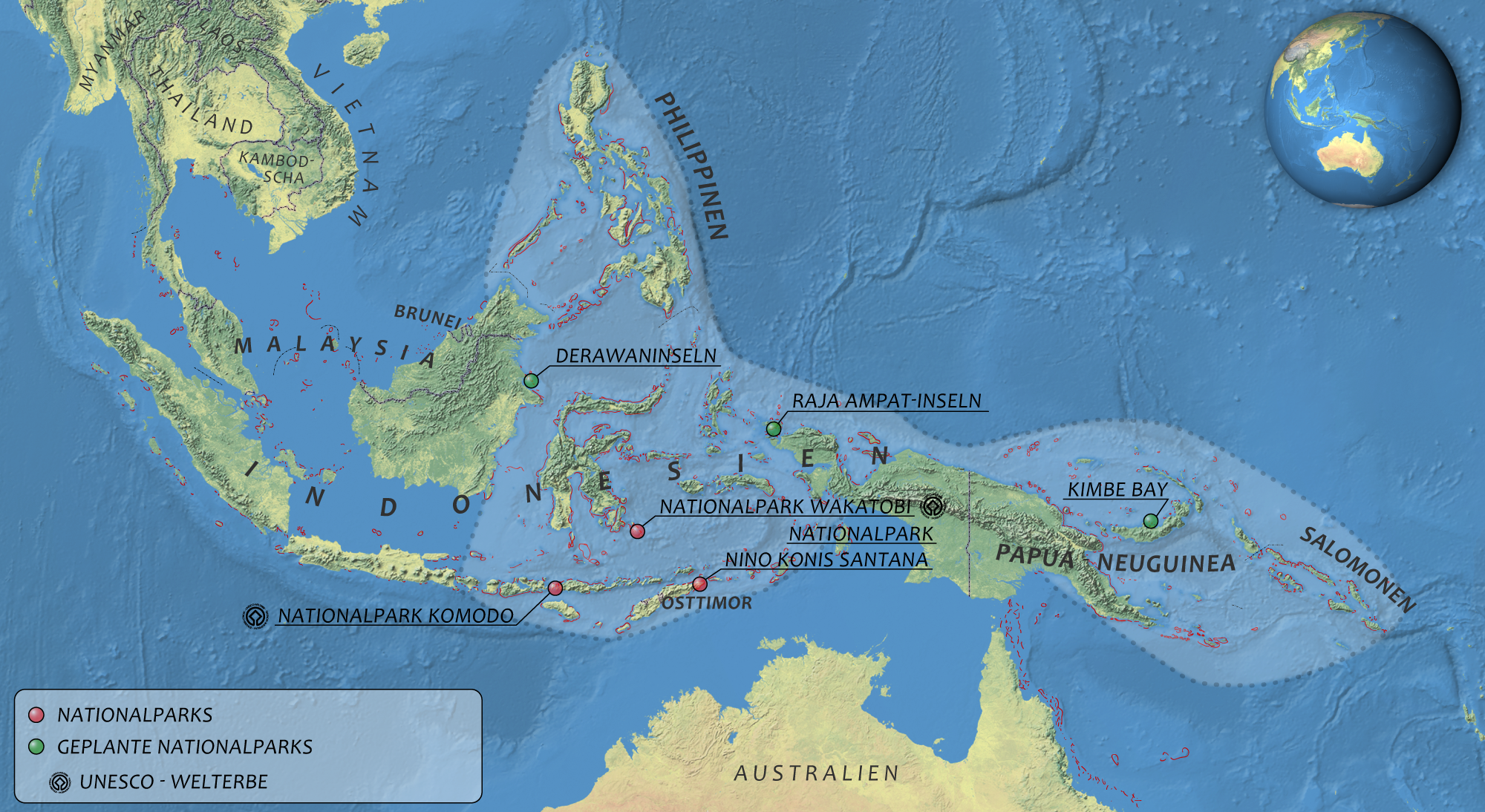
Delimitació del Triangle de corall (en blau clar), amb els parcs nacionals existents i els parcs nacionals en projecte en 2009. En negre, els parcs declarats Patrimoni de la Humanitat

El Triangle de corall és una àrea marítima tropical situada al Pacífic, en la convergència de l'Àsia del Sud-est i d'Oceania, que inclou aigües de sis estats: Indonèsia, Malàisia, Papua Nova Guinea, Illes Filipines, Illes Salomó i Timor Oriental. És l'indret amb més biodiversitat marina del món: hi viu el 76% de les espècies de corall conegudes, 6 de les 7 espècies existents de tortugues marines i almenys 2.228 espècies de peixos d'escull, la qual cosa li ha valgut el sobrenom de viver o bressol de les mars o d'"Amazones dels mars". És també una important àrea de reproducció i de trànsit de tonyines. De la gran diversitat biològica d'aquest ecosistema depén l'economia i la subsistència de més de 126 milions de persones.

## Delimitació
La superfície total del Triangle de corall és de 6.000.000 km². Per delimitar-lo, els científics i conservacionistes tingueren en compte només àrees marines que contenen almenys 500 espècies constructores de corall i una biodiversitat molt alta. És per això que no és estrany que el Triangle de corall se superpose a amples zones de quatre punts calents de biodiversitat (hotspots):
- Amb Sondalàndia comparteix la costa oriental de Borneo, la costa nord de Java, l'extrem est de Sumatra i l'illa de Bali
- Amb el punt calent de les Filipines comparteix la major part de la costa occidental i meridional (quasi totes les Visayas i Mindanao)
- La quasi totalitat de Wallacea
- La meitat occidental de la Melanèsia oriental (arxipèlag de Bismarck, Bougainville i Salomó)

## Geografia
El Triangle de corall comprén 18.500 illes, de les quals només uns pocs milers són habitades. Amb 132.000 km lineals de costa, les activitats terrestres realitzades a les illes depenen molt de les activitats dutes en aigües costaneres, i sols el centre de les grans illes com Nova Guinea es lliuren d'aquesta dependència. Així, la vida biològica dels fons marins del Triangle s'estableix sobre intercanvis íntims entre fosses profundes i plataformes costaneres de poca profunditat on abunden els manglars i les herbes marines.
El clima del Triangle de corall és càlid i humit tot l'any, amb precipitacions (entre 2.000 i 6.000 mm a l'any), i les estacions es reparteixen entre una estació seca i una de plujosa. El centre de les grans illes sol tenir altes muntanyes, moltes amb més de 2.000 m d'altitud, amb vessants coberts de selva umbròfila d'alta biodiversitat.
Com que el Triangle de corall és entre l'oceà Pacífic i l'Índic, i entre dos continents, Àsia i Austràlia, l'acció dels corrents marins de la zona podria explicar el seu paper decisiu en la concentració i dispersió de l'alta biodiversitat que la caracteritza. Aquesta situació única permetria al Triangle "capturar" larves transportades pel corrent Nord Equatorial del Pacífic i el corrent Equatorial del Sud, els dos corrents oceànics més grans que hi convergeixen, aportant més heterogeneïtat a la seua rica biodiversitat tropical. Aquests elements biològics es dispersarien cap a altres latituds gràcies als corrents que s'allunyen del Triangle: cap al nord i Japó pel corrent de Kuroshio, cap al sud per l'Indonesian throughflow (ITF), que travessa el Triangle cap a l'Índic, i al corrent de Leeuwin, que baixa vorejant la costa oest d'Austràlia, i cap a la mar del Corall i la costa est d'Austràlia pel corrent d'Austràlia Oriental.

## Fauna

### Espècies de coralls

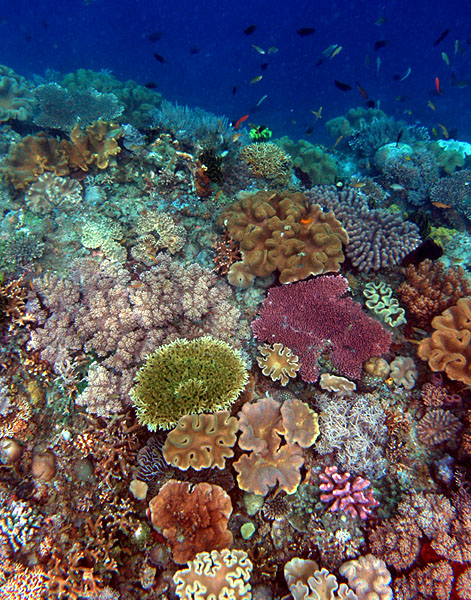
Escull de corall a la costa nord de Timor Oriental

605 de les 798 espècies de corall conegudes al món es troben al Triangle de corall. L'epicentre d'aquesta diversitat coral·lina se situa al nord-oest de l'illa de Nova Guinea, a la península de Doberai (província de Papua Occidental), que alberga 574 espècies coral·lines (95% del Triangle de corall i 72% de les espècies conegudes al món). Sols a l'arxipèlag de les illes Raja Ampat, viuen 553 espècies de corall. Els esculls de corall del Triangle cobreixen més de 100.000 km², el 30% dels esculls de corall del món.

### Peixos d'esculls de corall
El Triangle de corall guarda una diversitat de peixos d'esculls única al món: el 37% (2.228 espècies) de les 6.000 espècies conegudes al món viuen entre els seus límits, de les quals el 8% són espècies endèmiques. El nivell d'endemisme és particularment alt a les illes petites de la Sonda, la península de Doberai, Papua Nova Guinea, Salomó i a la part central de les Filipines.
S'hi troben per exemple el peix lloro de cap geperut (Bolbometopon muricatum) i el peix napoleó. L'àrea és un indret on molts peixos migratoris, atrets per l'abundància de plàncton, descansen per fer reserves d'aliments, com el tauró balena i la manta gegant.
Esment a banda es mereix la tonyina. El Triangle de corall es troba en una important ruta de migració de les tonyines i és, junt amb certes àrees de l'Índic, la seua zona de reproducció més gran. Per això és també una de les zones on més quantitats de tonyines es pesquen, i se'n destinen la major part per a exportar al món sencer. A part de les espècies més consumides, com la tonyina d'aleta groga i la tonyina vermella o d'aleta blava, abunden altres espècies com la tonyina d'ulls grossos (Thunnus obesus), el bonítol ratllat i la bacora (Thunnus alalunga). D'altra banda, l'abundància en espècies més petites com la melva, la mèlvera (Auxis rochei rochei) i la sarda, permet als milions d'habitants del Triangle de corall tenir assegurada la supervivència alimentària.

### Tortugues marines
El Triangle de corall conté 6 de les 7 espècies conegudes de tortuga marines: la tortuga llaüt, la tortuga verda, la tortuga carei, la tortuga olivàcia, la tortuga careta i la tortuga plana d'Austràlia (Natator depressus). Les zones amb major presència de tortugues marines són el nord de la península de Doberai, les Illes Nova Geòrgia (Salomó) i la província de Morobe (Papua Nova Guinea). Però es creu que cada any 7.700 tortugues marines moren a Indonèsia, capturades en xàrcies de pesca de gambes i tonyines.

### Cetacis
Algunes classes de cetacis recorren el Triangle de corall: balenes com el rorqual blau i el catxalot, però també marsopes, dofins i el dugong, amenaçat d'extinció.

## Amenaces i protecció mediambientals
Moltes amenaces pesen sobre el Triangle de corall, que fan perillar-ne no sols la supervivència sinó també la seguretat alimentària de les poblacions costaneres que viuen dels recursos marins:
- la sobrepesca i els mètodes de pesca no sostenible (cianur, dinamita, etc.)
- la sobreexplotació i destrucció de les zones costaneres amb finalitats comercials (eliminació dels manglars per a l'explotació fustera, les plantacions agrícoles i la peneicultura)
- l'elevació de la temperatura dels mars i la contaminació de les aigües (eutrofització, terbolesa, acidificació) que provoquen, entre d'altres, el blanqueig dels esculls coral·lins

A iniciativa del president Susilo Bambang Yudhoyono d'Indonèsia, els governs dels sis estats del Triangle crearen al 2007 la "Iniciativa del Triangle de corall per als esculls de corall, la pesca i la seguretat alimentària", una associació multilateral el propòsit de la qual és preservar la biodiversitat marina i la seguretat alimentària dels habitants del Triangle de corall, així com lluitar contra els efectes del canvi climàtic a l'àrea. En ocasió de la Conferència mundial sobre els oceans, efectuada al maig de 2009 a Manado, Indonèsia, aquests estats signaren un acord per posar en marxa plans de protecció del Triangle de corall, i mesures per a assegurar un desenvolupament econòmic sostenible de la zona.
Per recolzar aquests governs, les organitzacions conservacionistes Conservation International, The Nature Conservancy i World Wildlife Fund s'uniren per crear el Coral Triangle Support Partnership (CTSP), amb fons d'USAID. A part dels programes que cadascuna d'aquestes organitzacions duu a terme en llocs específics del Triangle de corall, treballen amb el programa per elaborar polítiques, gestionar la pesca de manera sostenible, per a l'establiment d'àrees marines protegides i per ensenyar als habitants del Triangle a adaptar-se a les conseqüències del canvi climàtic.